# Walter Comyn, Earl of Menteith
Walter Comyn, Earl of Menteith (auch Lord of Badenoch) († zwischen 16. Oktober und 22. November 1258) war ein schottischer Magnat. Er gehörte während der Minderjährigkeit von König Alexander III. dem Regentschaftsrat an.

## Herkunft
Walter Comyn entstammte dem schottischen Clan Comyn. Er war der zweite bekannte Sohn aus der ersten Ehe von William Comyn. Sein Vater wurde durch seine zweite, um 1212 geschlossene Ehe mit Marjory Earl of Buchan. Walter hatte drei leibliche Brüder, dazu durch die zweite Ehe seines Vaters drei Halbbrüder und drei Halbschwestern. Die Unterstützung durch diese große Familie, die eng zusammenhielt, führte mit dazu, dass Walter großen Einfluss auf die schottische Politik bekam.
Walter selbst wird erstmals zwischen 1211 und 1214 urkundlich erwähnt, als er zwei Urkunden von König Wilhelm dem Löwen zugunsten von Arbroath Abbey bezeugte. Dank seines einflussreichen Vaters, der von etwa 1205 an schottischer Justiciar und von etwa 1195 bis etwa 1212 Sheriff von Forfar war, war Walter in den letzten Jahren der Herrschaft von Wilhelm dem Löwen und während der Herrschaft von Alexander II. regelmäßig am Königshof. Walter Comyn nahm nicht nur 1221 an der Feier der Hochzeit von Alexander II. mit der englischen Königstochter Johanna in York teil, sondern gehörte auch zu den zwölf schottischen Adligen, die gegenüber dem englischen König schworen, die Bedingungen des Heiratsvertrags einzuhalten. Zwischen 1220 und 1229 war Comyn offenbar häufig am Königshof und bezeugte mit zunehmender Regelmäßigkeit Urkunden von Alexander II., während sein älterer Bruder Richard sich um die Verwaltung der Familiengüter in Nord- und Ostschottland kümmerte.

## Aufstieg zum Lord of Badenoch und Earl of Menteith
Als jüngerer Sohn sollte Walter nicht die Familiengüter erben, doch zwischen 1229 und 1234 erhielt sein Vater von Alexander II. die Herrschaft Badenoch in den Highlands rund um Strath Spey. Dieses erbliche Lehen erhielt William Comyn vielleicht als Dank für die Dienste, die er bei der Niederschlagung der Rebellion von Gillescop Macwilliam in Moray von 1229 bis 1230 geleistet hatte. Alexander II. erwartete offensichtlich, dass er vor allem mit Hilfe von William und Walter Comyn seine königliche Autorität in Nordschottland ausbauen konnte. Dabei kam Badenoch hohe Bedeutung zu, denn die Herrschaft kontrollierte die wichtigen Pässe und Übergänge von den nördlichen und westlichen Highlands in das Becken des Tay. Nach dem Tod seines Vaters 1233 erbte Walter die Herrschaft Badenoch. Als Lord of Badenoch hatte er einen höheren Rang als sein älterer Bruder Richard und übernahm deshalb die Führung der Familie Comyn. Dazu heiratete er zwischen dem 30. Juni 1233 und dem 9. Januar 1234 Isabel, die Tochter und Erbin von Maurice, Earl of Menteith. Nach dem Tod seines Schwiegervaters 1234 wurde er durch das Recht seiner Frau Earl of Menteith, womit er seine Stellung weiter ausbauen konnte. In den nächsten Jahren diente Comyn dem König aber nicht nur in Nordschottland. 1235 wurde er mit der Verwaltung von Galloway betraut, nachdem der König dort die Rebellen um Thomas of Galloway, den unehelichen Sohn von Alan of Galloway besiegt hatte.

## Führender schottischer Adliger

### Rolle während der späteren Herrschaft von Alexander II.
Von 1237 bis zu seinem Tod war Walter Comyn die dominierende Kraft in der schottischen Politik. Als führender schottischer Magnat leistete er 1237 stellvertretend für die schottischen Adligen einen Eid auf die Einhaltung des Vertrags von York. 1242 ging er zusammen mit Angehörigen seiner Familie gegen die Familie Bisset vor. Die Bissets wurden beschuldigt, für den Mord an Patrick, 5. Earl of Atholl verantwortlich zu sein, der ein Verbündeter der Comyns gewesen war. Unter dem Druck der Comyns ächtete der König Ende 1242 John und Walter Bisset. 1244 sahen jedoch sowohl Alexander II. wie auch der englische König Heinrich III. die beherrschende politische Stellung von Comyn als Bedrohung an. Heinrich III. zog mit einer Armee nach Nordengland forderte von Alexander II. einen Freundschaftsvertrag. Der schottische Adel war in die Anhänger der Comyns und die des Earl of Dunbar in zwei Fraktionen gespalten, und Walter Comyn musste als Führer der einen Fraktion dem englischen König sein Wohlverhalten versichern, denn Comyn und weiteren Adligen wurde vorgeworfen, ohne Erlaubnis ihre Burgen an der englisch-schottischen Grenze befestigt zu haben. Comyn selbst hatte Tarset Castle in Northumberland verstärkt, während Nicholas de Soulis Hermitage Castle in Liddesdale ausbaute. Entweder Aymer oder John Maxwell bauten Caerlaverock Castle in Nithsdale. Comyn wurde auch verdächtigt, den flüchtigen Geoffrey de Marisco zu decken. Dessen Sohn William hatte 1238 versucht, Heinrich III. zu ermorden. Deshalb musste Comyn nach dem Abschluss des Vertrags von Newcastle 1244 zusammen mit einundvierzig namentlich genannten Gefolgsleuten schwören, dass sie keine Angriffe auf die Besitzungen des englischen Königs ausgeführt hatten und keine Feinde des Königs beherbergen würden. Alexander II. ernannte im selben Jahr Alan Durward, der keiner der beiden Adelsfraktionen zugerechnet wurde, zum schottischen Justiciar und damit zum Leiter seiner Regierung, um Comyns politische Macht zu begrenzen. Zwar galt in der Folge der Earl of Dunbar als mächtigster schottischer Magnat, doch Comyn blieb aufgrund seines starken Gefolges, das vor allem aus Mitgliedern der Familien Comyn of Badenoch, Comyn of Buchan und Comyn of Kilbride bestand, die treibende politische Kraft in Schottland.

### Politische Führung während der Minderjährigkeit von Alexander III.
Die starke Stellung von Comyn wurde während der Regierungskrise nach dem Tod von Alexander II. 1249 deutlich, zumal auch Dunbar 1248 gestorben war. Der König hatte vor seinem Tod keine Regelung für die Regentschaft für seinen minderjährigen Sohn getroffen. Comyn war deshalb nicht an der Regierung beteiligt, doch schließlich konnte er erfolgreich den Versuch von Alan Durward vereiteln, auch während der Minderjährigkeit des Thronerben Leiter der Regierung zu bleiben. Zusammen mit dem schottischen Klerus baten die Comyns nun den englischen König, in Schottland einzugreifen. Dieser nutzte die Gelegenheit und zog 1251 erneut nach Nordengland. Er sicherte seinen Einfluss auf die schottische Regierung durch die Verheiratung seiner Tochter Margaret mit dem minderjährigen Alexander III. an Weihnachten 1251 in York. Die Regierung Durwards wurde durch eine von Comyn dominierte Regierung abgelöst. Etwas überraschend wurde Walter Comyn nicht selbst Justiciar, aber es gelang ihm, die Schlüsselpositionen der Regierung mit seinen Gefolgsleuten und Vertrauten zu besetzen. Justiciar wurde sein Halbbruder Alexander Comyn, 6. Earl of Buchan. Der englische König versuchte nun weiter die schottische Politik zu bestimmen. Er ernannte die englischen Barone Robert de Ros und John de Balliol zu Guardians für Alexander III. und für Margarete. Comyn und die schottische Regierung konnten jedoch die Befugnisse dieser beiden Guardians einschränken, deren Einfluss damit gering blieb.

### Machtkampf mit Alan Durward
1255 intervenierte Heinrich III. erneut in Schottland und unterstützte Alan Durward, der die Comyn-dominierte Regierung stürzte. Stattdessen wurde ein fünfzehnköpfiger Staatsrat gebildet, der die nächsten sieben Jahre die Regierung übernehmen sollte. Alan Durward übernahm als Justiciar dabei die Führung der Regierung. Comyn und seine Anhänger weigerten sich zwar, den Staatsrat anzuerkennen, der dennoch die Regierung übernehmen konnte. Durward fürchtete aber die Macht von Comyn und seiner Familie. Er versuchte, die bisherige, von den Comyns geführte Regierung zu verunglimpfen. Um den Einfluss der Comyns weiter zu begrenzen, erneuerte er gegen den mit den Comyns verbündeten  William, 5. Earl of Mar seinen Anspruch auf den Titel Earl of Mar. Die Comyns dagegen versuchten, Heinrich III. zu überzeugen, sich nun wieder zu ihren Gunsten einzusetzen. Als dies scheiterte, entführten sie Ende Oktober 1257 in einem Staatsstreich in Kinross den jungen Alexander III. Dadurch gewannen Comyn und seine Unterstützer wieder die Kontrolle über die Regierung. Da ihm jedoch die allgemeine Unterstützung der schottischen Magnaten  fehlte, versuchte Comyn im März 1258, Unterstützung durch Fürst Llywelyn von Wales zu erhalten. Er überzeugte zunächst seine schottischen Verbündeten, die fast alle zu seinen Verwandten gehörten, sich mit dem Fürsten zu verbünden. Die vorsichtigen Formulierungen des Vertrags, den Comyn mit dem walisischen Fürsten schloss, zeigen, dass Comyn nur widerstrebend gegen die Wünsche des schottischen Königs verstieß, doch das Bündnis blieb folgenlos, da der walisische Fürst bereits einen Waffenstillstand mit dem englischen König schloss. Der englische König konnte aber nun nicht mehr in die schottische Politik eingreifen, da er sich in England einer Adelsopposition gegenübersah, die im Juni 1258 faktisch die Regierung übernahm. Ohne Einmischung aus England vereinbarten Comyn und Durward im September 1258 rasch einen Kompromiss. Darin einigten sie sich, einen zehnköpfigen Staatsrat zu bilden. Diesem gehörten neben Comyn selbst drei seiner Unterstützer an, während Durward ebenfalls vier Mitglieder benennen durfte.

## Tod und Erbe
Durch diese Einigung mit Durward war Comyn weiterhin der führende schottische Politiker. Am 16. Oktober 1258 bezeugte er eine Urkunde des Königs, doch starb er Ende Oktober oder Anfang November 1258 vermutlich nach einem Reitunfall. Die Nachricht von seinem Tod überbrachten eigens gesandte Boten am 22. November dem englischen König in St Albans. Aus seiner Ehe mit Isabella of Menteith stammte möglicherweise ein Sohn, der jedoch nur einmalig 1250 in einer Urkunde des Earl of Lennox als Henry, Sohn des Earl of Menteith erwähnt wurde. Da Comyn aus seiner Ehe mit Isabel of Menteith keine überlebenden Kinder hatte, wurde sein Neffe John Comyn sein Erbe als Lord of Badenoch, aber nicht als Earl of Menteith. Comyns Witwe heiratete den englischen Ritter Sir John Russell. John Comyn besetzte daraufhin das Earldom Menteith, musste es aber bald wieder räumen. Dazu unterstützte John Comyn Gerüchte, dass Walter Comyn von seiner Frau vergiftet worden war. Diese Aktionen bezeugen die Furcht der Comyns, nach dem Tod von Walter Comyn ihren Einfluss zu verlieren.
Am 16. Juni 1238 erhielt Comyn die Erlaubnis, auf der größten der drei Inseln im Lake of Menteith das Augustinerpriorat Inchmahome zu stiften. Auf der benachbarten Insel Inchtalla befand sich wahrscheinlich Comyns Hauptwohnsitz. Dazu förderte Comyn Scone und Arbroath Abbey.

## Rezeption
Walter Comyn besaß in einer schwierigen Zeit erheblichen Einfluss auf die schottische Politik. Matthew Paris beschrieb ihn in seiner Chronik als mächtigsten Earl Scotlands. Der Chronist John Fordun beschrieb Comyn als vorausschauend und schlau. Allerdings sahen die meisten mittelalterlichen Chronisten wie John Fordun und Walter Bower den dominierenden Einfluss von Comyn auf die schottische Politik kritisch. Sie sahen ihn als gewissenlosen Führer einer übermächtigen Adelsfraktion, die die Macht des Königs selbst bedrohte. Dagegen war Comyn seit 1229 der wichtigste Vertreter des Königs in Nordschottland und seit 1235 in Südwestschottland gewesen. Ab 1237 hatte er beträchtlichen Einfluss und nach dem Tod von Alexander II. war er bis zu seinem eigenen Tod mit Unterstützung des Großteils des Adels und der Kirche der politisch führende Adlige Schottlands. Er war ein Vertreter des einheimischen Adels, der während der Minderjährigkeit von Alexander III. die Macht der vom englischen König 1251 eingesetzten Guardians of Scotland begrenzte, bis diese 1255 endgültig ihren Einfluss verloren. Dennoch verfolgte Comyn keine nationalistische Politik gegen fremde Einmischung, wie die Chronik von Matthew Paris behauptet. Wie seine innenpolitischen Gegner erkannte Comyn, dass er während der Minderjährigkeit von Alexander III. die politische Unterstützung des englischen Königs brauchte.
Walter Comyn fand durch den 1817 verfassten Roman Rob Roy von Walter Scott in verfremdeter Form Eingang in die englischsprachige Literatur. Im Kapitel 13 des zweiten Bandes wird er dort unter der anglisierten Form seines Namens als Walter Cuming erwähnt:

“[…] and that they suld dee the death of Walter Cuming of Guiyock, wha hadna as muckle o’him left thegither as would supper a messan-dog […]”

„[…] und sie sollten den Tod von Walter Cuming of Guiyock sterben, von dem nicht genug übrig blieb, als das es für das Abendmahl eines streunenden Hundes gereicht hätte […]“

Den Ursprung des von ihm verwendeten Vergleichs hat Walter Scott in einer Randnote festgehalten:

“A great feudal oppressor, who, riding on some cruel purpose through the forest of Guiyock, was thrown from his horse, and his foot being caught in the stirrup, was dragged along by the frightened animal till he was torn to pieces. The expression, ‘Walter of Guiyock’s curse,’ is proverbial.”

„Ein großer feudaler Unterdrücker, der, durch den Wald von Guiyock zu irgend einem grausamen Vorhaben reitend, von seinem Pferd geworfen wurde, dessen Fuß sich im Steigbügel verfing und von dem verängstigten Tier hinter sich hergeschleift wurde, bis er in Stücke gerissen war. Der Ausdruck ‚Walter of Guiyocks Fluch‘ ist sprichwörtlich.“